# Gaudiempré
Gaudiempré est une commune française située dans le département du Pas-de-Calais en région Hauts-de-France. Ses habitants sont appelés les Gaudiemprois.
La commune fait partie de la communauté de communes des Campagnes de l'Artois qui regroupe 96 communes et compte 33 141 habitants en 2021.

## Géographie

### Localisation
Localisée dans le sud-est du département du Pas-de-Calais, dans l'Artois, Gaudiempré est une commune de la vallée de la Quilliene située, à vol d'oiseau, à 13 km à l'est de Doullens et à 21 km au sud-ouest d'Arras (chef-lieu d'arrondissement et préfecture du Pas-de-Calais).
Le territoire de la commune est limitrophe de ceux de six communes.
Les communes limitrophes sont Saulty, Pas-en-Artois, Saint-Amand, Warlincourt-lès-Pas, Hénu et La Herlière.

### Géologie et relief
La superficie de la commune est de 6,26 km2 ; son altitude varie de 114  à   169 m.

### Hydrographie
Le territoire de la commune est situé dans le bassin Artois-Picardie.
Le territoire de la commune, situé dans le bassin Artois-Picardie, est traversé par la Quilliene, un cours d'eau de 11,88 km, qui prend sa source dans la commune de Saulty et se jette dans l'Authie au niveau de la commune de Thièvres dans le département de la Somme.

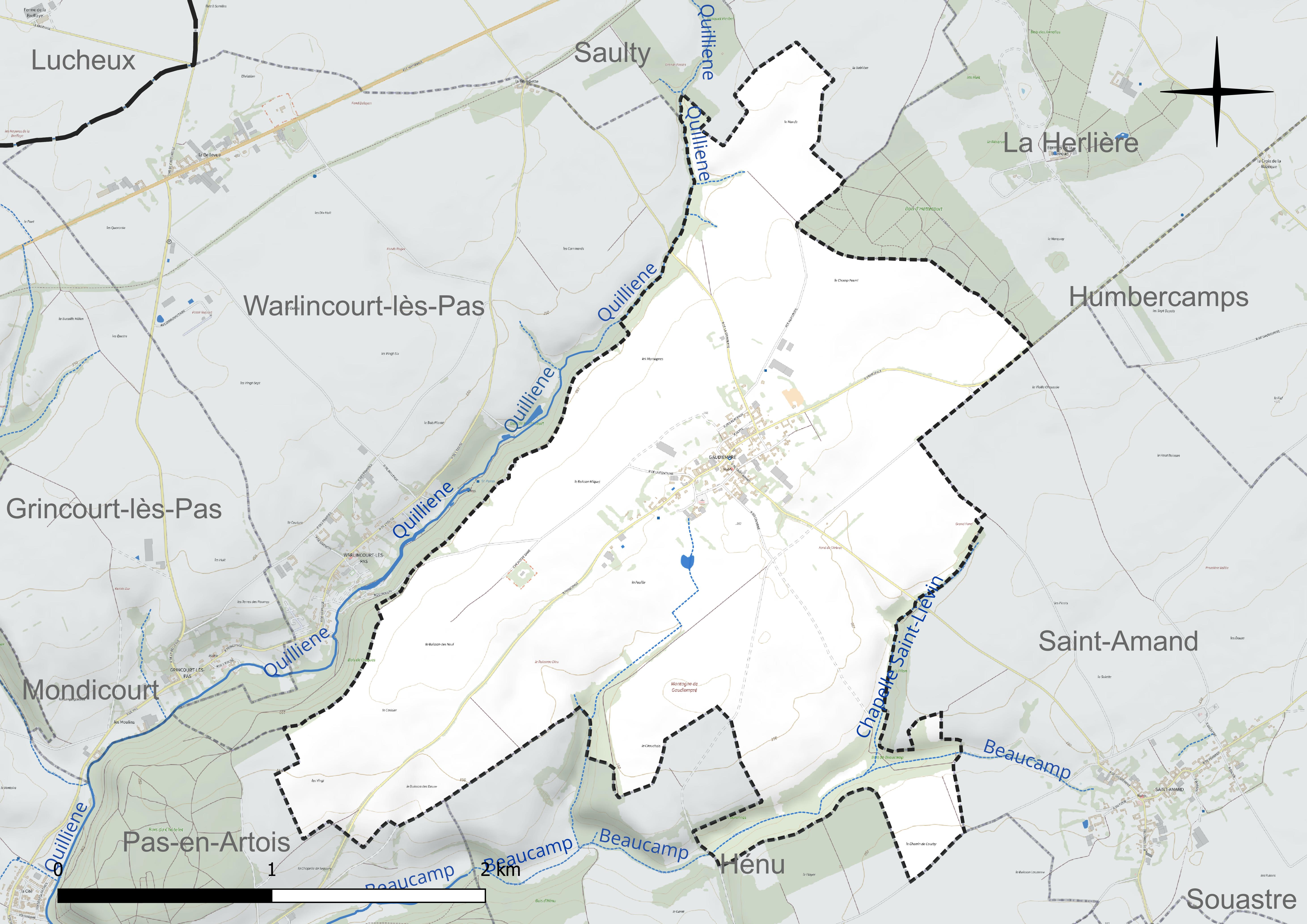
Réseau hydrographique de Gaudiempré.

Deux autres petits cours d'eau drainent la commune : 
- le Ruisseau de Beaucamp, cours d'eau naturel non navigable de 5,1 km, qui prend sa source dans la commune de Saint-Amand et se jette dans la Quilliene au niveau de la commune de Pas-en-Artois[5] ;
- le Chapelle Saint-Liévin, cours d'eau naturel non navigable de 1,49 km, qui prend sa source dans la commune de Saint-Amand et se jette dans le Ruisseau de Beaucamp au niveau de la commune[6].

### Climat
Pour des articles plus généraux, voir Climat des Hauts-de-France et Climat du Pas-de-Calais.
En 2010, le climat de la commune est de type climat des marges montargnardes, selon une étude du CNRS s'appuyant sur une série de données couvrant la période 1971-2000. En 2020, Météo-France publie une typologie des climats de la France métropolitaine dans laquelle la commune est exposée à un climat océanique et est dans la région climatique Nord-est du bassin Parisien, caractérisée par un ensoleillement médiocre, une pluviométrie moyenne régulièrement répartie au cours de l’année et un hiver froid (3 °C).
Pour la période 1971-2000, la température annuelle moyenne est de 9,9 °C, avec une amplitude thermique annuelle de 14 °C. Le cumul annuel moyen de précipitations est de 872 mm, avec 13,2 jours de précipitations en janvier et 9,6 jours en juillet. Pour la période 1991-2020, la température moyenne annuelle observée sur la station météorologique la plus proche, située sur la commune de Saulty à 4 km à vol d'oiseau, est de 10,4 °C et le cumul annuel moyen de précipitations est de 899,7 mm,. Pour l'avenir, les paramètres climatiques de la commune estimés pour 2050 selon différents scénarios d'émission de gaz à effet de serre sont consultables sur un site dédié publié par Météo-France en novembre 2022.
| Mois                                  | jan.             | fév.             | mars          | avril           | mai             | juin         | jui.           | août           | sep.          | oct.          | nov.          | déc.             | année      |
| ------------------------------------- | ---------------- | ---------------- | ------------- | --------------- | --------------- | ------------ | -------------- | -------------- | ------------- | ------------- | ------------- | ---------------- | ---------- |
| Température minimale moyenne (°C)     | 1,3              | 1,4              | 3,3           | 5,1             | 8               | 10,8         | 12,8           | 13,1           | 10,7          | 7,9           | 4,5           | 1,9              | 6,7        |
| Température moyenne (°C)              | 3,5              | 4                | 6,7           | 9,5             | 12,6            | 15,5         | 17,8           | 18             | 15            | 11,2          | 6,9           | 4                | 10,4       |
| Température maximale moyenne (°C)     | 5,7              | 6,5              | 10,1          | 13,9            | 17,2            | 20,2         | 22,9           | 23             | 19,4          | 14,5          | 9,4           | 6,2              | 14,1       |
| Record de froid (°C) date du record   | −13,6 01.01.1997 | −13,7 07.02.1991 | −9,9 04.03.05 | −3,8 02.04.1996 | −0,9 05.05.1996 | 1 02.06.1991 | 5,5 19.07.1989 | 5,2 05.08.1989 | 2,5 25.09.03  | −4,7 24.10.03 | −8 24.11.1998 | −13,2 29.12.1996 | −13,7 1991 |
| Record de chaleur (°C) date du record | 14,8 09.01.15    | 17,4 24.02.21    | 23,2 31.03.21 | 26,2 15.04.07   | 30,9 27.05.05   | 34 18.06.22  | 39,4 25.07.19  | 37,7 06.08.03  | 33,4 15.09.20 | 28,2 01.10.11 | 19,4 07.11.15 | 14,9 07.12.00    | 39,4 2019  |
| Précipitations (mm)                   | 79,1             | 69,4             | 69,7          | 53              | 66,6            | 71,5         | 77             | 81,3           | 67,3          | 78,6          | 85,1          | 101,1            | 899,7      |

### Paysages
Pour un article plus général, voir Paysage en France.
La commune s'inscrit dans l'est du « paysage du val d’Authie » tel que défini dans l’atlas des paysages de la région Nord-Pas-de-Calais, conçu par la direction régionale de l'Environnement, de l'Aménagement et du Logement (DREAL),.
Ce paysage, qui concerne 83 communes, se délimite : au sud, dans le département de la  Somme par le « paysage de l’Authie et du Ponthieu, dépendant de l’atlas des paysages de la Picardie et au nord et à l’est par les paysages du Montreuillois, du Ternois et les paysages des plateaux cambrésiens et artésiens. Le caractère frontalier de la vallée de l’Authie, aujourd’hui entre le Pas-de-Calais et la Somme, remonte au Moyen Âge où elle séparait le royaume de France du royaume d’Espagne, au nord.
Son coteau Nord est net et escarpé alors que le coteau Sud offre des pentes plus douces. À l’Ouest, le fleuve s’ouvre sur la baie d'Authie, typique de l’estuaire picard, et se jette dans la Manche. Avec son vaste estuaire et les paysages des bas-champs, la baie d’Authie contraste avec les paysages plus verdoyants en amont.
L’Authie, entaille profonde du plateau artésien, a créé des entités écopaysagères prononcées avec un plateau calcaire dont l’altitude varie de 100  à   163 m qui s’étend de chaque côté du fleuve. L’altitude du plateau décline depuis le pays de Doullens, à l'est (point culminant à 163 m), vers les bas-champs picards, à l'ouest (moins de 40 m). Le fond de la vallée de l’Authie, quant à lui, est recouvert d’alluvions et de tourbes. L’Authie est un fleuve côtier classé comme cours d'eau de première catégorie où le peuplement piscicole dominant est constitué de salmonidés. L’occupation des sols des paysages de la Vallée de l’Authie est composée pour 70% en culture.

### Milieux naturels et biodiversité

#### Zone naturelle d'intérêt écologique, faunistique et floristique
L’inventaire des zones naturelles d'intérêt écologique, faunistique et floristique (ZNIEFF) a pour objectif de réaliser une couverture des zones les plus intéressantes sur le plan écologique, essentiellement dans la perspective d’améliorer la connaissance du patrimoine naturel national et de fournir aux différents décideurs un outil d’aide à la prise en compte de l’environnement dans l’aménagement du territoire.
Le territoire communal comprend une ZNIEFF de type 1 : la vallée de la Quilliene, ses vallons adjacents et bois d'Orville, d’une superficie de 2 143 ha et d'une altitude variant de 65  à   154 mètres. Cette vallée associe des influences thermophiles dans les lisières et sur les pelouses et un caractère psychrophile au niveau des forêts de ravins. Une partie du site est occupée par l’agriculture intensive.

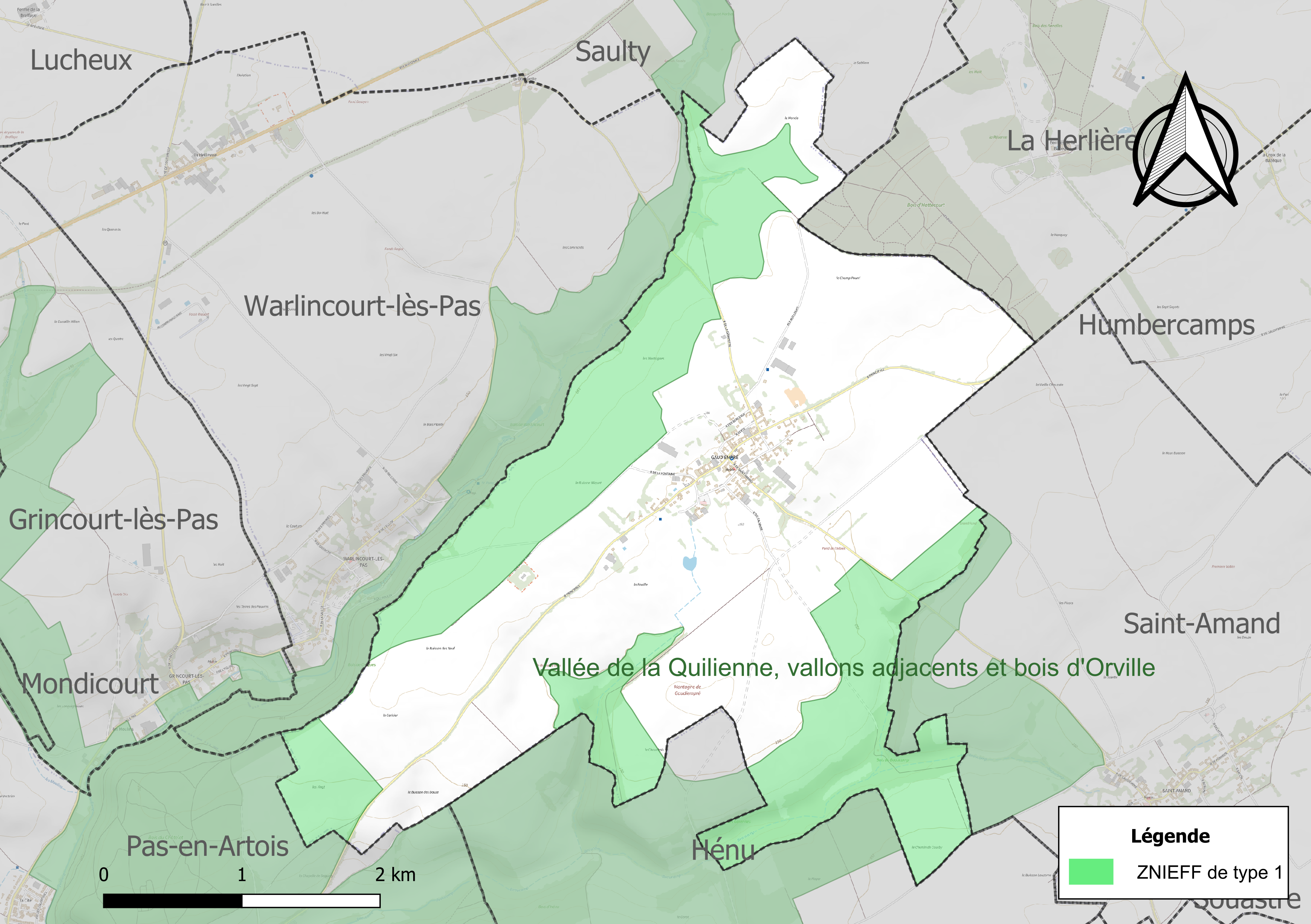
Carte de la ZNIEFF sur la commune.

#### Espèces faunistiques et floristiques
Le site de l’Inventaire national du patrimoine naturel (INPN) recense 261 espèces faunistiques et floristiques sur le territoire de la commune dont 29 protégées et 14 taxons (espèces et sous-espèces) menacées et quasi-menacées.

## Urbanisme

### Typologie
Au 1er janvier 2024, Gaudiempré est catégorisée commune rurale à habitat dispersé, selon la nouvelle grille communale de densité à sept niveaux définie par l'Insee en 2022.
Elle est située hors unité urbaine et hors attraction des villes,.

### Occupation des sols
L'occupation des sols de la commune, telle qu'elle ressort de la base de données européenne d’occupation biophysique des sols Corine Land Cover (CLC), est marquée par l'importance des territoires agricoles (88,3 % en 2018), une proportion identique à celle de 1990 (88,3 %). La répartition détaillée en 2018 est la suivante : 
terres arables (79,2 %), prairies (9,1 %), forêts (7,2 %), zones urbanisées (4,5 %). L'évolution de l’occupation des sols de la commune et de ses infrastructures peut être observée sur les différentes représentations cartographiques du territoire : la carte de Cassini (XVIIIe siècle), la carte d'état-major (1820-1866) et les cartes ou photos aériennes de l'IGN pour la période actuelle (1950 à aujourd'hui).

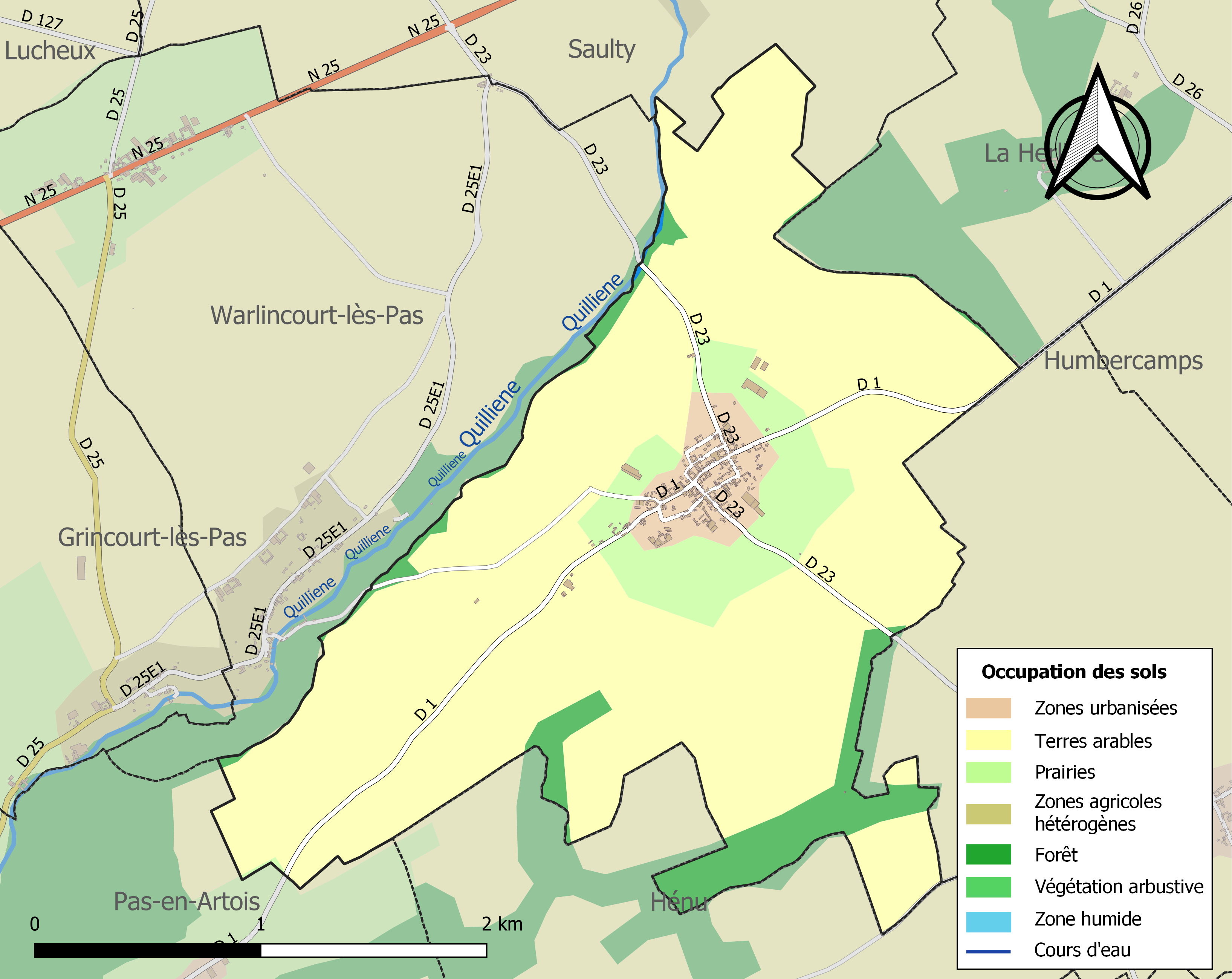
Carte des infrastructures et de l'occupation des sols de la commune en 2018 (CLC).

### Voies de communication et transports

#### Voies de communication
La commune est desservie par les routes départementales D 1 et D 23 et est située à proximité de la RN 25 reliant Amiens à Arras.

#### Transport ferroviaire
La commune se trouve à 24 km au sud-est de la gare d'Arras, située sur la ligne de Paris-Nord à Lille, desservie par des TGV inOui et des trains régionaux du réseau TER Hauts-de-France.

## Toponymie
Le nom de la localité est attesté sous les formes Gunduwini pratum en 1179 (titres de Haute-Avesnes, p. 11), Gondewinpre en 1180 (ibid., p. l4), Gaudinpre en 1220 (ibid., p. 37). Goediempre en 1262 (ibid., p. 46), Geudimpre en 1291 (cartulaire des chapellenies d'Arras, f° 106 r°). Geudinpré en 1383 (Abbaye Saint-Vaast d'Arras, H. 1149),  Geudiempré en 1424 (Arch. nat., S. 5207), Gheudiempré en 1499 (charte d'Artois), Goudepré en 1515 (Arch. nat., J. 1005, n°2), Geudepré en 1518 (ibid., J. 795, n° 47, f° 18 v°), Galiompré en  1618-1619 (abb. de Saint-Vaast, reg. H. 221), Geudiemprez en 1665 (Arch. nat., S. 5207, n° 13), Gaudiempré en 1793 et depuis 1801.

## Histoire
La route départementale RD-1, connue sous le nom de chaussée Brunehaut, passe au sud-est du village, ce qui laisse penser qu'il s'agirait d'une ancienne voie romaine.
En 1262 existait à Gaudiempré une maison de l'ordre de Saint-Jean de Jérusalem, qui dépendait de sa commanderie de Haute-Avesnes.

### Circonscriptions d'Ancien Régime
Sous l'Ancien Régime, Gaudiempré, en 1689, faisait partie de la sénéchaussée de Saint-Pol et suivait la coutume de la châtellenie de Pas. Son église paroissiale qui dépendait du diocèse d'Arras, doyenné de Pas, était consacrée à saint Nicolas et avait Grincourt pour secours.
Avant la Révolution française, Gaudiempré était le siège d'une seigneurie.
Vers 1550, Wallerand Obert est seigneur de Mazinghem à Lillers, Gaudiempré, Grévillers, Villers. Fils de Guillaume, seigneur de Cauroy et de Charlotte de la Vacquerie, il nait à Beaurains, devient bourgeois d'Arras le 29 octobre 1556, conseiller au conseil provincial d'Artois, déclaré noble par lettres de Philippe II, confirmées par deux sentences rendues au conseil d'Artois les 18 août 1585 et 24 mars 1589. Échevin d'Arras, il  a été enfermé pendant les troubles survenus en ville pour avoir rappelé les séditieux à leurs devoirs. Également conseiller du roi Philippe II, procureur général en la province d'Artois, il fait son testament à Arras le 7 septembre 1611 et meurt le 5 décembre 1613. Il épouse le 4 mars 1556 ou 4 mars 1566 Marie Le Prévost, d'une famille d'Arras. Devenu veuf, il prend pour femme le 16 novembre 1595 Gertrude de Bernemicourt, fille de Claude, seigneur de Fouquières, laquelle se marie ensuite avec Florent de Belvalet, écuyer. Elle meurt le 1er avril 1636, est inhumée dans la Cathédrale Notre-Dame-en-Cité d'Arras.
Louis Obert Ier (   -1645), fils de Wallerand, écuyer, est seigneur de Mazinghem, Gaudiempré. Iicencié es lois. Il devient bourgeois d'Arras le 14 mai 1594, est créé procureur général d'Artois, fait chevalier, par lettres données à Madrid le 10 mars 1636, il doit cette élévation au fait de s'être équipé à ses propres frais pour participer aux guerres de son roi : participation au siège de Cambrai, au siège d'Amiens, capturé par les Français. Louis Obert meurt en 1645. Il épouse par contrat passé à Béthune le 15 octobre 1597  Marie Le François, fille de Jean, écuyer, bailli de Cassel et de Françoise de Le Flie. Marie le François meurt le 24 août 1637.
Jean Obert, écuyer, fils de Wallerand, frère de Louis, seigneur de Villers, Gaudiempré, nait à Arras. Il devient bourgeois d'Arras le 2 septembre 1599, conseiller au conseil provincial d'Artois, bourgeois de Lille le 5 octobre 1618, échevin de Lille en 1619, bailli de Roubaix en 1623. Il épouse d'abord par contrat du 19 janvier 1601 Madeleine de Candele, fille de Maximilien, chevalier, seigneur d'Herbamez, et d'Adrienne du Mortier. Puis il prend pour femme Marguerite de Landas, fils de Philippe, seigneur de Chin, et d'Antoinette de henin, veuve de Jean du Chastel, écuyer, seigneur de Puyveld.
Louis Obert II, écuyer, succède à son père Jean dans la seigneurie de Gaudiempré. Également seigneur de Villers, Copiémont, Il devient bourgeois de Lille le 1er mai 1627, participe au siège de Louvain, en 1635, en s'étant équipé à ses frais, est créé chevalier par lettres données à Madrid le 20 mars 1640, lieutenant-général de la gouvernance de Lille par lettres données à Douai le 18 novembre 1641. Il épouse le 14 juin 1625 Marie de Nieuwenhove, fille de François, écuyer, seigneur de Noyelles, et de Marie de Coppenay, veuve de Charles de Cardevacque, écuyer, seigneur de Beaumont.

### Première Guerre mondiale

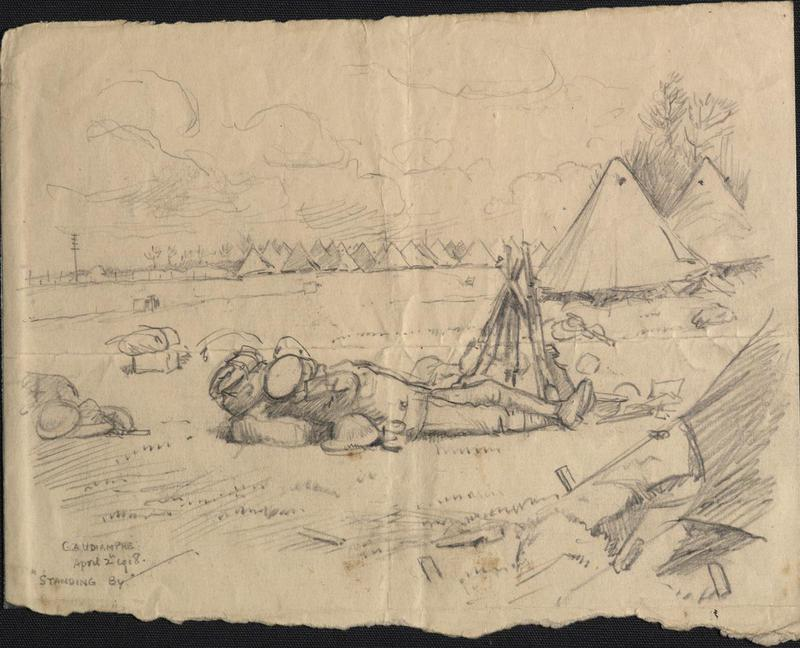
Soldats au repos à Gaudiempré
Dessin de Ernest Blaikley, 2 avril 1918.

## Politique et administration

### Découpage territorial
La commune se trouve dans l'arrondissement d'Arras du département du Pas-de-Calais, depuis 1801.

#### Commune et intercommunalités
Gaudiempré était membre de la Communauté de communes du canton de Pas-en-Artois, créée fin 1997 et qui a fisionné avec la communauté de communes des villages solidaires pour créer en 2008 la communauté de communes des Deux Sources. Celle-ci a été dissoute fin 2016, et Gaudiempré a été rattachée le 1er janvier 2017 ) la communauté de communes des Campagnes de l'Artois, dont elle est désormais membre.

#### Circonscriptions administratives
La commune faisait partie depuis 1803 du canton de Pas-en-Artois.
Dans le cadre du redécoupage cantonal de 2014 en France, la commune est rattachée au canton d'Avesnes-le-Comte, qui n'est plus qu'une circonscription électorale.

#### Circonscriptions électorales
Pour l'élection des députés, la commune fait partie depuis 1988 de la première circonscription du Pas-de-Calais.

### Élections municipales et communautaires

#### Liste des maires
| Période                                  | Période                   | Identité           | Étiquette | Qualité                                                    |
| ---------------------------------------- | ------------------------- | ------------------ | --------- | ---------------------------------------------------------- |
| Les données manquantes sont à compléter. |                           |                    |           |                                                            |
| 1989                                     | 7 septembre 2013,         | Siméon Ménuge      | EXD       | Décédé en fonction                                         |
| novembre 2013                            | avril 2014                | Albert Dingreville |           |                                                            |
| 2014                                     | En cours (au 9 mars 2022) | Luc Delaporte      |           | Fonctionnaire territorial, Réélu pour le mandat 2020-2026, |

## Équipements et services publics

### Enseignement
À la suite de la fermeture de l'école du village en 2002, les enfants de la commune sont scolarisés à Pas-en-Artois. La mairie occupe désormais les locaux de cette ancienne école.

### Justice, sécurité, secours et défense
La commune dépend du tribunal judiciaire d'Arras, du conseil de prud'hommes d'Arras, de la cour d'appel de Douai, du tribunal de commerce d'Arras, du tribunal administratif de Lille, de la cour administrative d'appel de Douai, du pôle nationalité du tribunal judiciaire d’Arras et du tribunal pour enfants d'Arras.

## Population et société

### Démographie
Les habitants de la commune sont appelés les Gaudiemprois.

#### Évolution démographique
L'évolution du nombre d'habitants est connue à travers les recensements de la population effectués dans la commune depuis 1793. Pour les communes de moins de 10 000 habitants, une enquête de recensement portant sur toute la population est réalisée tous les cinq ans, les populations de référence des années intermédiaires étant quant à elles estimées par interpolation ou extrapolation. Pour la commune, le premier recensement exhaustif entrant dans le cadre du nouveau dispositif a été réalisé en 2007.

En 2022, la commune comptait 213 habitants, en évolution de +7,58 % par rapport à 2016 (Pas-de-Calais : −0,72 %, France hors Mayotte : +2,11 %).
| 1793 | 1800 | 1806 | 1821 | 1831 | 1836 | 1841 | 1846 | 1851 |
| ---- | ---- | ---- | ---- | ---- | ---- | ---- | ---- | ---- |
| 401  | 498  | 494  | 475  | 445  | 474  | 461  | 453  | 449  |

| 1856 | 1861 | 1866 | 1872 | 1876 | 1881 | 1886 | 1891 | 1896 |
| ---- | ---- | ---- | ---- | ---- | ---- | ---- | ---- | ---- |
| 428  | 450  | 455  | 412  | 393  | 390  | 401  | 381  | 327  |

| 1901 | 1906 | 1911 | 1921 | 1926 | 1931 | 1936 | 1946 | 1954 |
| ---- | ---- | ---- | ---- | ---- | ---- | ---- | ---- | ---- |
| 307  | 285  | 256  | 241  | 224  | 227  | 252  | 252  | 219  |

| 1962 | 1968 | 1975 | 1982 | 1990 | 1999 | 2006 | 2007 | 2012 |
| ---- | ---- | ---- | ---- | ---- | ---- | ---- | ---- | ---- |
| 256  | 263  | 225  | 205  | 182  | 187  | 178  | 177  | 190  |

| 2017 | 2022 | - | - | - | - | - | - | - |
| ---- | ---- | - | - | - | - | - | - | - |
| 199  | 213  | - | - | - | - | - | - | - |

#### Pyramide des âges
La population de la commune est relativement jeune.
En 2018, le taux de personnes d'un âge inférieur à 30 ans s'élève à 43,2 %, soit au-dessus de la moyenne départementale (36,7 %). À l'inverse, le taux de personnes d'âge supérieur à 60 ans est de 23,6 % la même année, alors qu'il est de 24,9 % au niveau départemental.
En 2018, la commune comptait 101 hommes pour 97 femmes, soit un taux de 51,01 % d'hommes, largement supérieur au taux départemental (48,50 %).
Les pyramides des âges de la commune et du département s'établissent comme suit.
| Hommes | Classe d’âge | Femmes |
| ------ | ------------ | ------ |
| 0,0    | 90 ou +      | 2,1    |
| 4,9    | 75-89 ans    | 10,3   |
| 16,7   | 60-74 ans    | 13,4   |
| 16,7   | 45-59 ans    | 16,5   |
| 12,7   | 30-44 ans    | 20,6   |
| 21,6   | 15-29 ans    | 14,4   |
| 27,5   | 0-14 ans     | 22,7   |

| Hommes | Classe d’âge | Femmes |
| ------ | ------------ | ------ |
| 0,5    | 90 ou +      | 1,6    |
| 5,6    | 75-89 ans    | 8,9    |
| 16,7   | 60-74 ans    | 18,1   |
| 20,2   | 45-59 ans    | 19,2   |
| 18,9   | 30-44 ans    | 18,1   |
| 18,2   | 15-29 ans    | 16,2   |
| 19,9   | 0-14 ans     | 17,9   |

## Économie
Le village, a vocation agricole, compte en 2019 plusieurs exploitations agricoles. Dépourvu de commerces de proximité, il accueille plusieurs artisans.

## Culture locale et patrimoine

### Lieux et monuments
- L'église Saint-Nicolas, datant de 1620[47] qui a été rénovée dans les années 1990[39]. Elle héberge trois éléments patrimoniaux inscrits au titre d'objet des monuments historiques[48].
- Le monument aux morts[49].
- La stèle à la mémoire du mitrailleur Andrew Mynarski (en), située rue de Saint-Amand[50].
- Un calvaire.
- L'arbre de la Liberté, érable planté en 1789 pour commémorer la Révolution française et l'arbre de la paix, planté en 1995 pour rappeler les 50 ans de la fin de la Seconde Guerre mondiale[39].

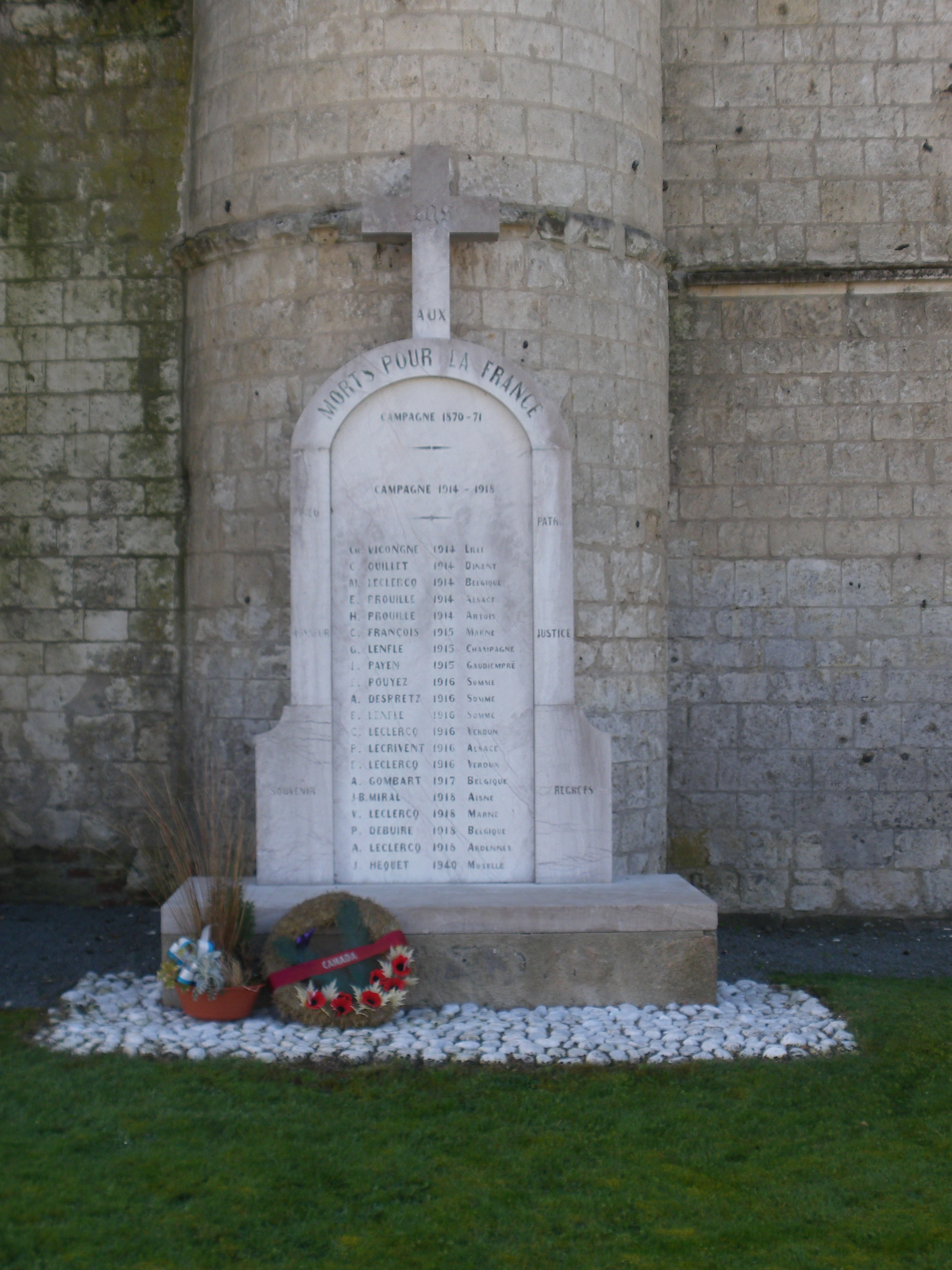
Le monument aux morts.
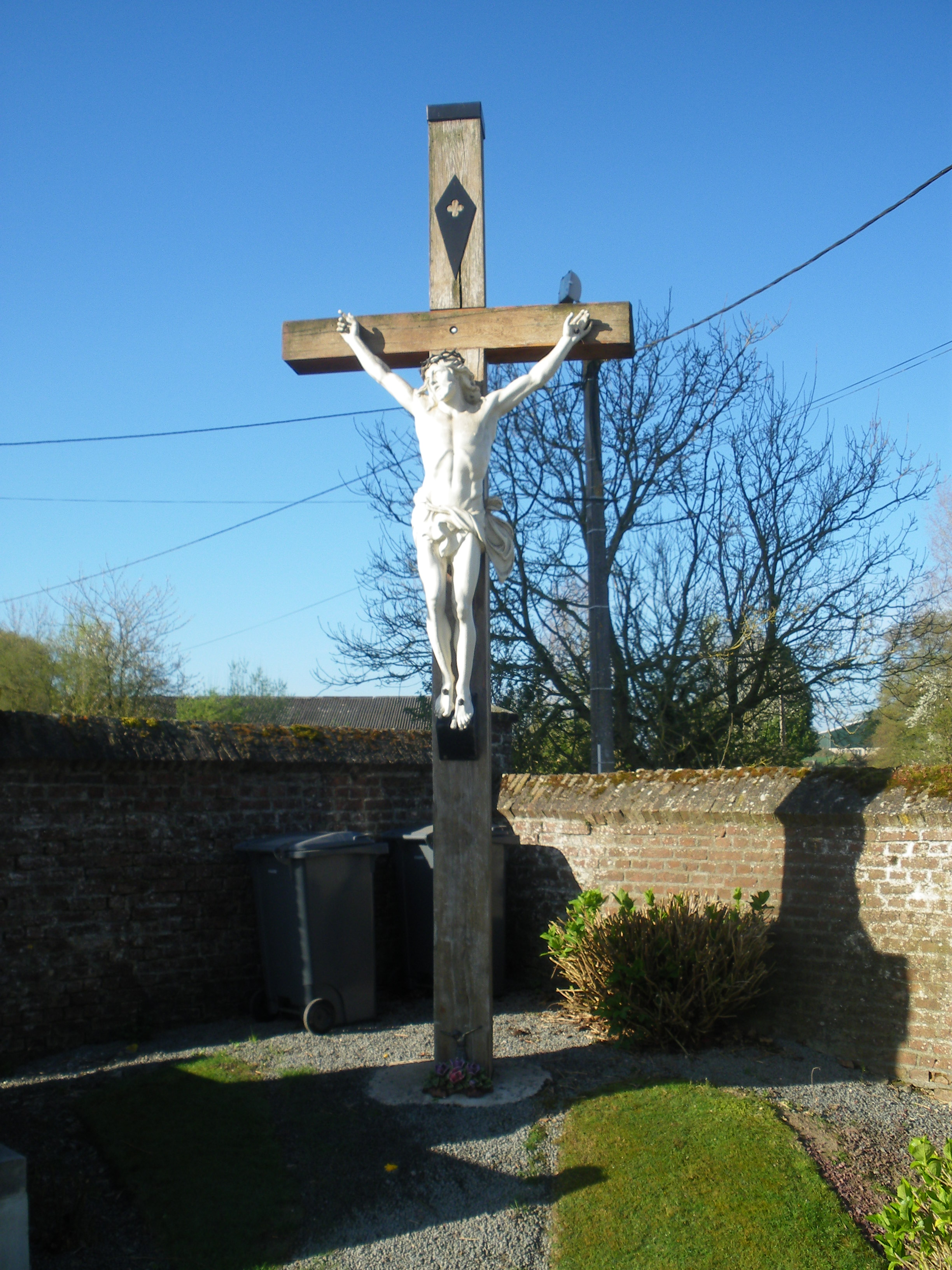
Un calvaire.

### Personnalités liées à la commune
- Andrew Mynarski (en), aviateur canadien qui s'est écrasé la nuit du 13 au 14 juin 1944 à la sortie du village à la suite du débarquement de Normandie[39].

### Héraldique
| Blason de Gaudiempré | Blason  | De sinople à la fasce ondée d'argent accompagnée au 1er canton d'un soleil d'or. |
| Blason de Gaudiempré | Détails | Adopté par la municipalité en 1994.                                              |

## Pour approfondir